# پیتر استبلر
پیتر استبلر (انگلیسی: Peter Stebler؛ ۷ مه ۱۹۲۷ – ۱۵ سپتامبر ۲۰۱۰) قایقران روئینگ اهل سوئیس بود.
وی در مسابقات کشوری و بین‌المللی در مجموع برندهٔ ۲ مدال طلا، ۲ مدال نقره شده‌است.